# الرباط (صبر الموادم)

تعديل مصدري - تعديل

الرباط  هي إحدى قرى مديرية صبر الموادم بمحافظة تعز اليمنية، بلغ تعداد سكانها 457 نسمة حسب أحصائيات عام  2004.